# 1710
Cette page concerne l'année 1710  du calendrier grégorien. Pour l'année 1710 av. J.-C., voir 1710 av. J.-C.
L'année 1710 est une année commune qui commence un mercredi.

## Événements
- 15 février : début de la guerre des « Mascates », à Recife, au Brésil[1]. Ce terme désigne « les colporteurs », les marchands portugais qui habitaient Recife et avaient obtenu du roi que la ville fût élevée au rang de cité et échappe au contrôle d’Olinda, la ville des planteurs brésiliens : ceux-ci attaquent et prennent Recife. Le nouveau gouverneur envoyé de Lisbonne règle l’affaire par une amnistie générale fin 1711.
- 16 juin, Empire ottoman : Numan Köprülü (1670-1719), fils de Mustafa Köprülü épouse Aïsha, fille du sultan et est nommé grand vizir. Il doit démissionner quelques semaines plus tard à la suite de son refus de rompre le traité de paix avec la Russie (novembre).
- 22 mai, Inde : les Sikhs, révoltés contre le pouvoir moghol sous la conduite de Banda Singh Bahadur, s’emparent de Sirhind dans le Pendjab après une victoire sur les troupes mogholes de Vazir Khan, qui est tué[2].
- 19 septembre : échec français devant Rio de Janeiro[3].
- 16 octobre, Acadie : les Britanniques prennent définitivement position à Port-Royal qui est renommé Annapolis Royal[4].
- 10 décembre, Inde : l'empereur moghol Bahâdur Shâh s’empare de la forteresse de Lohgarh où les Sikhs se sont réfugiés. Banda Bahadur parvient à s’enfuir[2]. Il résiste jusqu'en 1716.

- Une assemblée de juristes et de notables déclare que le pouvoir du bey de Tunis sera transmis héréditairement[5]. À la naissance de son premier fils Rachid, Husayn ibn 'Ali (fin de règne en 1740) instaure la dynastie beycale des Husseinites (fin en 1957) en Tunisie. Il fait de la régence de Tunis un pays prospère en concluant des traités avec plusieurs puissances européennes. En échange, il cherche à limiter les actions des corsaires qui échappent en partie à son contrôle.

- Moulay Ismail, sultan du Maroc, mène avec succès une expédition contre la régence d’Alger, mais doit regagner précipitamment le Maroc pour apaiser la querelle entre ses fils[6].

- Le prince abu'l-khayride Shah Rukh fait du Ferghana un khanat indépendant avec Kokand pour capitale[7].

- Révolte du Sel dans l'État de São Paulo au Brésil[8].

### Europe
- 23 janvier : manufacture royale de porcelaine fondée par Johann Friedrich Böttger à Meissen-en-Saxe[9].
- 29 janvier : le tsar approuve la version définitive de la Figuration des écritures slavones anciennes et nouvelles imprimées et manuscrites[10]. La Russie adopte l'alphabet cyrillique moderne. L’Église conserve l’usage du vieil alphabet slavon.
- 10 avril : Statute of Anne. Entrée en vigueur de la loi anglaise sur le copyright[11].
- 14 avril : dernier entretien à Kensington entre la reine d'Angleterre Anne Stuart et sa dame d’honneur la duchesse de Marlborough, qui est disgraciée[12].
- 19 août, Royaume-Uni : la reine Anne renvoie Sidney Godolphin, ministre du Trésor. Son poste passe à un tory, Robert Harley. Les autres Whigs quittent leurs postes au cours des semaines suivantes. Bolingbroke recevra les Affaires étrangères[13].
- 28 novembre : Dimitrie Cantemir devient voïévode de Moldavie (fin en 1711)[14]. Grand érudit, il est le dernier prince autochtone de Moldavie. Il ne reste que quelques mois sur le trône de Iași. Il tente d’instituer une monarchie autoritaire et héréditaire, ce qui lui vaut l’opposition des boyards. La Moldavie verse alors 42 000 ducats or vénitiens de tribut annuel à la Porte.
- Décembre, Royaume-Uni : Property Qualification Act. Le cens d’éligibilité est fixé à 300£ pour les bourgs et 600£ pour les comtés[15]. Il réserve la réalité du pouvoir aux propriétaires fonciers (landed interest).

#### Seconde Guerre du Nord
Pour un article plus général, voir Grande guerre du Nord.

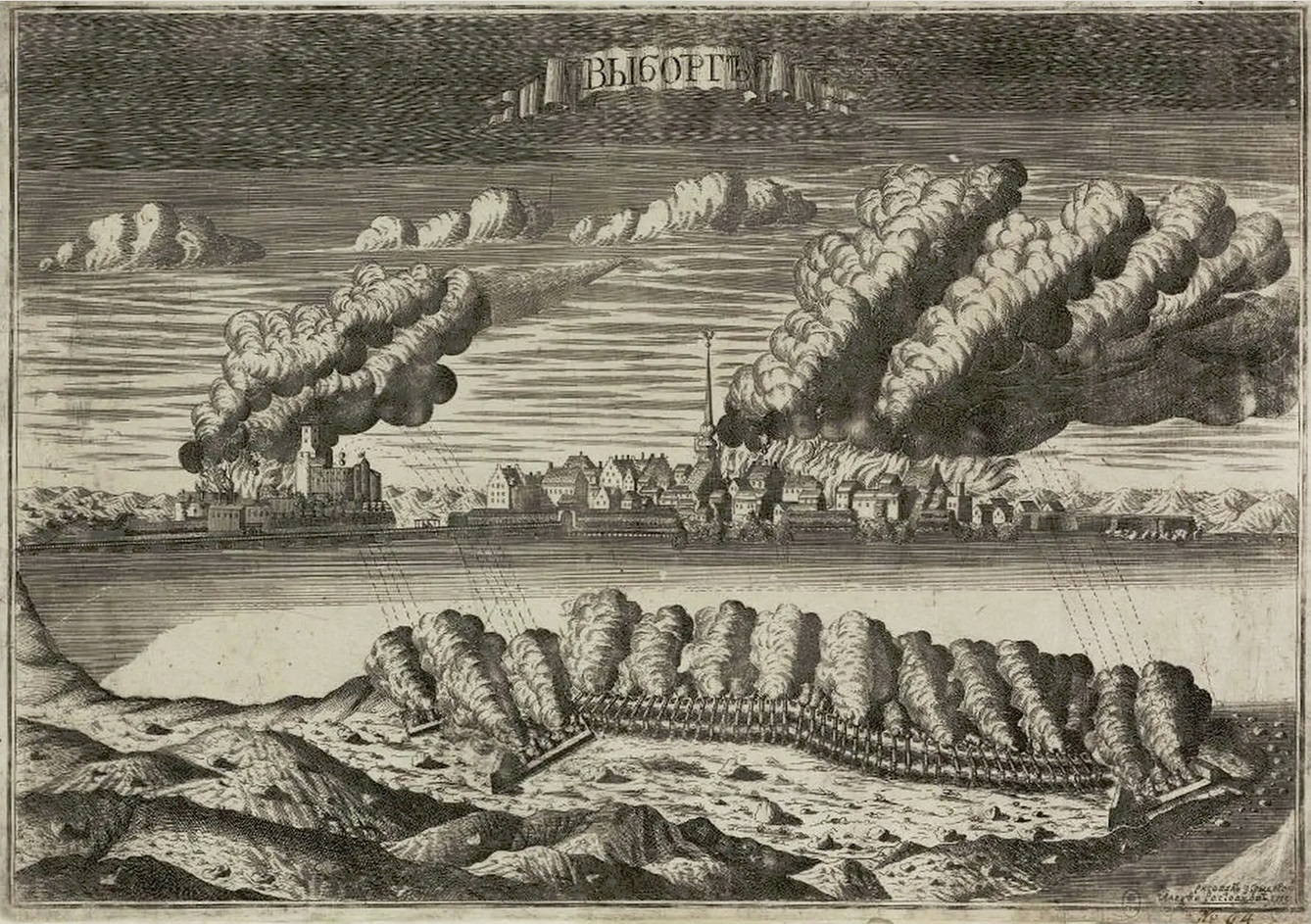
Février-juin : siège de Vyborg.

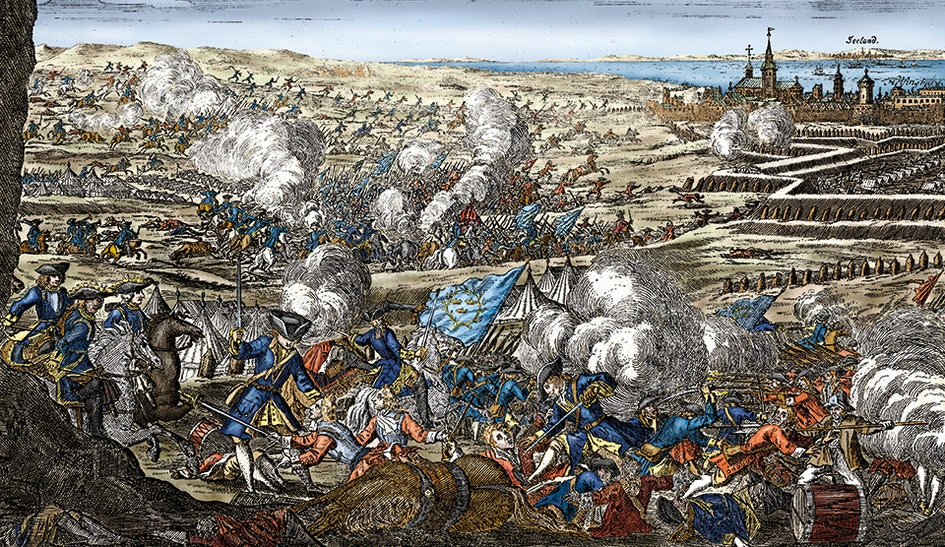
10 mars : bataille d'Helsingborg

- 10 mars (28 février du calendrier suédois) : victoire du Suédois Magnus Stenbock à la bataille d'Helsingborg sur les Danois qui envahissaient la Scanie ; ils doivent se rembarquer[16].

- 11 mars : prise d'Elbing à la Suède par les Russes[17].
- 31 mars : traité de concert de La Haye sous la médiation des puissances maritimes et de l'empereur d'Autriche, entre le sénat suédois, les Alliés et l'empire d'Allemagne. Les provinces suédoises allemandes sont déclarés neutres, ainsi que le Schleswig et le Jutland, sous la garantie de la Prusse[16].

- 13 mai : le duc de Courlande Frédéric III Guillaume Kettler arrive à Libau pour prendre possession de son duché, après sa conquête par Menchikov ; un traité d'alliance est conclu avec le tsar le 24 juin, après l'évacuation des troupes russes, qui prévoit le mariage de Frédéric Guillaume avec la nièce du tsar, Anna Ivanovna, célébré le 11 novembre. Le duc meurt le 21 janvier 1711[18].
- 23 juin (12 juin du calendrier julien) : reddition de la garnison suédoise de Vyborg, assiégée par les Russes[17].

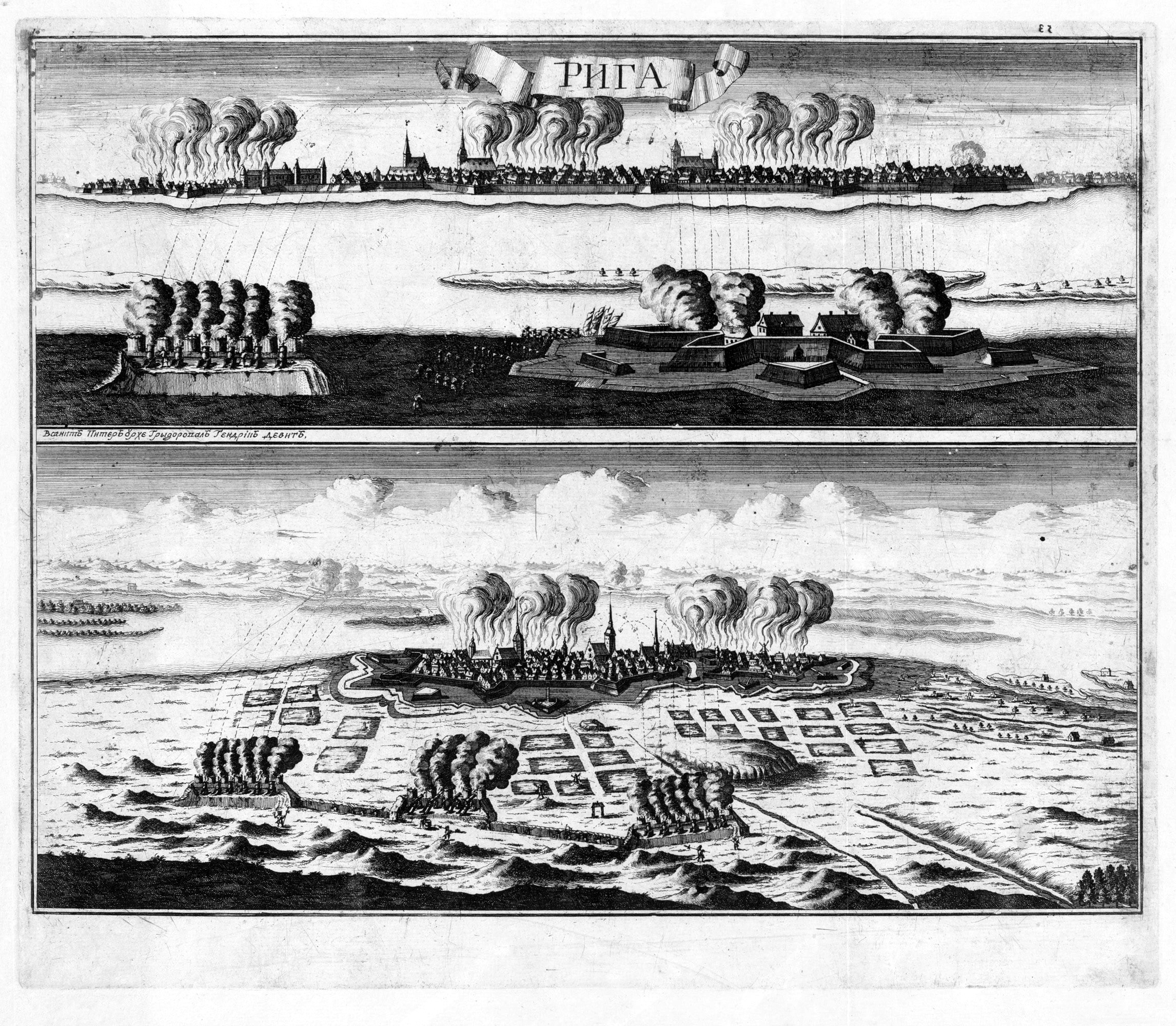
15 juillet : capitulation de Riga. La Carélie et la Livonie suédoise sont occupées.

- 15 juillet (4 juillet du calendrier julien[19] ) : capitulation de Riga[17]. Cheremetiev s’empare de Riga et des îles Baltes, anciennes possessions suédoises pour le tsar de Russie Pierre Ier le Grand.

- 4 août : second concert de La Haye, qui prévoit la formation d'un corps de 16 000 hommes pour maintenir la neutralité en Allemagne dans la Guerre du Nord[16].

- 25 août : la prise de Pernau, suivie par celle de Reval (10 septembre), permet d'achever l’occupation de la Livonie suédoise par les troupes russes[17].
- 19 septembre : bombardement de la forteresse de Kexholm sur le lac Ladoga par les Russes, qui achèvent la conquête de la Carélie[17].
- 23 septembre : conquête de l’île d’Ösel par les Russes[17].
- 2 octobre - 16 novembre[20], Royaume-Uni : victoire électorale du parti Tory[12], conciliant avec la France.
- 4 octobre : Victoire navale danoise sur l’amiral suédois Hans Wachtmeister à la bataille de la baie de Køge[16].

- 20 novembre (ou le 21[21]) : poussé par Charles XII de Suède et la France, les Turcs déclarent la guerre à la Russie[14].

#### Guerre de succession d'Espagne
Pour un article plus général, voir Guerre de Succession d'Espagne.
- Février : Torcy envoie un nouveau projet de traité, semblable au précédent sauf en ce qui concerne l’article 37. On convient de négocier à Mont-Sainte-Gertrude[22].
- 9 mars : conférences préparatoires à Mont-Sainte-Gertrude. Le maréchal d’Uxelles et l’abbé de Polignac sollicitent la paix à des conditions humiliantes. Extrêmes concessions de Louis XIV, qui offre de fournir des subsides aux Alliés s’ils doivent continuer la guerre pour détrôner son petit-fils (15 juin)[22].

- 29 juin : les Alliés prennent Douai après cinquante-deux jours de siège[23].

- 25 juillet : débarquement britannique à Cette et à Agde. Le duc de Noailles reprend Agde le jour même et Cette le 30 juillet[23].
- 26 juillet : exigences excessives des Néerlandais. Rupture des négociations[22].
- 27 juillet, Catalogne : victoire des Alliés sur les Franco-Espagnols à la bataille d'Almenar[24].

- 3 août : Torcy propose l’envoi de Vendôme en Espagne[25].
- 20 août : victoire des Alliés sur les Franco-Espagnols à la bataille de Saragosse. La tentative franco-espagnole de reconquête de la Catalogne est stoppée[26].
- 29 août : les Alliés prennent Béthune[23].

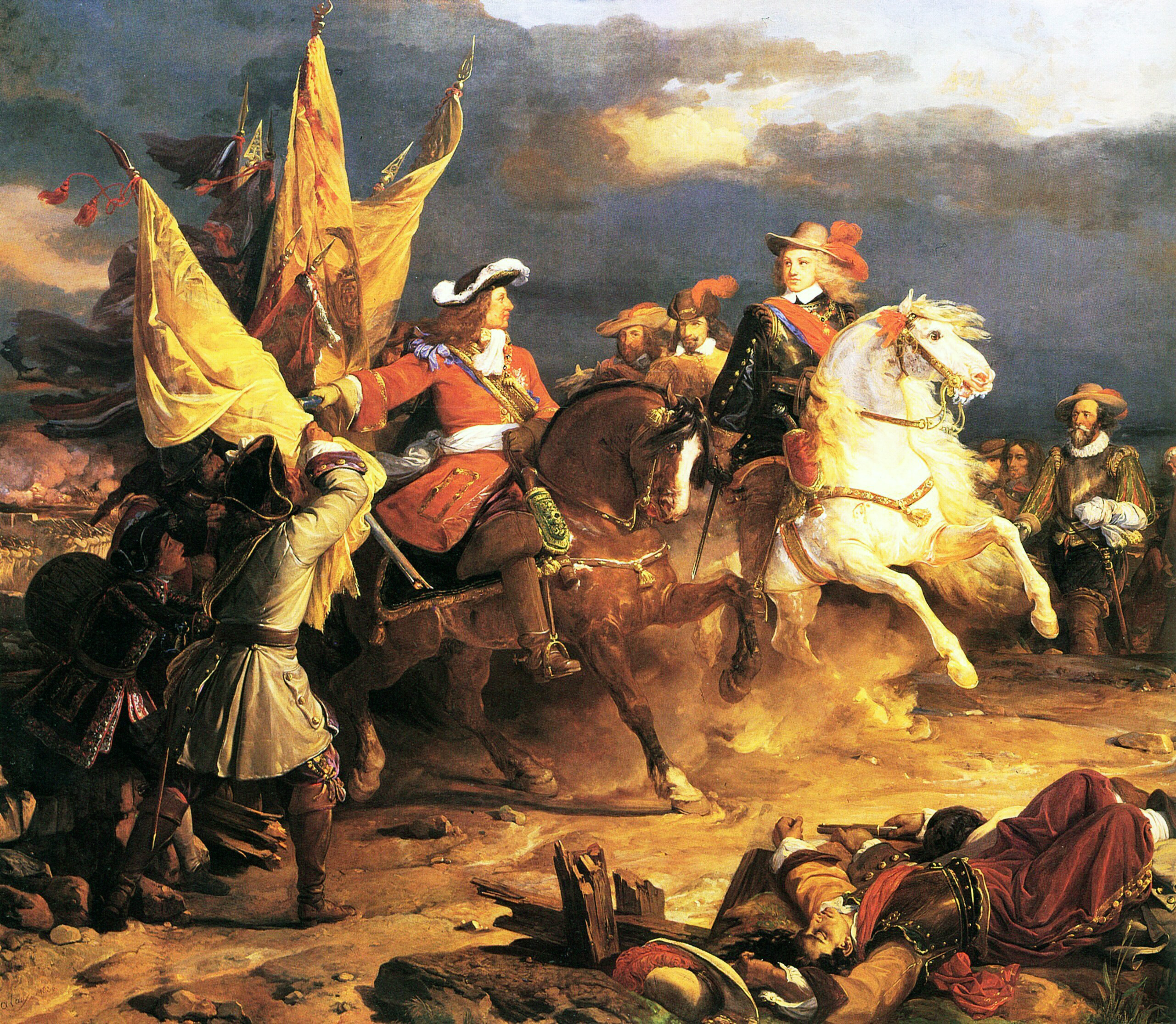
10 décembre : Vendôme et Philippe V d'Espagne après la bataille de Villaviciosa

- 5 septembre : Philippe V d'Espagne doit quitter Madrid une seconde fois[27]. La ville se révolte.
- 20 septembre : les Alliés prennent Saint-Venant[23].
- 28 septembre : les Impériaux entrent à Madrid, mais préfèrent évacuer à l'annonce de l'arrivée des renforts français[26].

- 9 novembre : les Alliés prennent Aire-sur-la-Lys[23].

- 3 décembre : Philippe V d'Espagne est de retour à Madrid[26].
- 8 - 9 décembre : victoire française de Vendôme sur les Impériaux de Starhemberg et Stanhope à la bataille de Brihuega[27].
- 10 décembre : victoire française sur les Impériaux à la bataille de Villaviciosa[27].

## Naissances en 1710
- 4 janvier : Giovanni Battista Pergolesi, musicien italien († 17 mars 1736).
- 28 janvier : Jean-Martial Frédou, peintre français († 26 février 1795).

- 15 février : Louis de France, duc d'Anjou,  arrière-petit-fils de Louis XIV  (futur Louis XV, roi de France († 10 mai 1774).

- 12 mars : Thomas Arne, musicien britannique († 5 mars 1778).
- 21 avril : Francesco Foschi, peintre italien († 21 février 1780).
- 14 mai : Adolphe-Frédéric, prince-évêque de Lübeck, roi de Suède et grand-duc de Finlande († 12 février 1771).

- 17 juin : Jean-Baptiste Despax, peintre français († 1773).

- 20 août : Thomas Simpson, mathématicien britannique († 14 mai 1761).

- 3 septembre : Abraham Trembley, naturaliste suisse († 12 mai 1784).

- 23 octobre : André Commard de Puylorson, religieux et historien français († 7 avril 1769).

- 7 novembre : Michelangelo Vella, compositeur, organiste et pédagogue maltais († 25 décembre 1792).
- 8 novembre : Sarah Fielding, femme de lettres britannique, sœur du romancier Henry Fielding († 9 avril 1768).
- 10 novembre : Adam Gottlob Moltke, courtisan, homme d'État et diplomate danois († 25 septembre 1792).
- 19 novembre : Giovanni Andrea Lazzarini, architecte, écrivain et peintre baroque et rococo italien († 7 septembre 1801).
- 22 novembre : Wilhelm Friedemann Bach, compositeur allemand (†  1er juillet 1784)
- 27 novembre : baptême de Jean Valade, peintre et pastelliste français († 12 décembre 1787).

- 1er décembre : Michele Marieschi, peintre et graveur vénitien († 18 décembre 1743).
- 2 décembre : Carlo Antonio Bertinazzi, dit Carlin, acteur et dramaturge italien († 6 septembre 1783).

- Vers 1710 :
- Matheo Tollis de la Roca, organiste et compositeur de musique baroque († 18 novembre 1780).

## Décès en 1710
- 28 janvier : Philip Verheyen, chirurgien flamand (° 23 avril 1648).
- 30 janvier : Madeleine Boullogne, peintre française (° 24 juillet 1646).
- 16 février : Esprit Fléchier, homme d'Église et prédicateur français (° 10 juin 1632).
- 7 avril : Christopher Codrington, soldat et gouverneur colonial britannique (° 1668).
- 28 avril : Thomas Betterton, comédien britannique (° vers 1635).
- 6 juin : 
  - Louise de La Vallière, favorite de Louis XIV (° 6 août 1644).
  - Andrea Scacciati, peintre baroque italien (° 1644).
- 19 septembre : Ole Romer, astronome danois (° 25 septembre 1644).
- 20 septembre : Margherita Caffi, peintre baroque italienne, spécialisée dans la peinture de natures mortes, de fleurs et de fruits (° 1648).
- 21 novembre : Bernardo Pasquini, musicien italien (° 7 décembre 1637).
- 7 décembre : Daniel Parke, militaire, homme politique et gouverneur colonial britannique (° 5 septembre 1664).
- Date précise inconnue :
  - Gian Antonio Fumiani, peintre baroque italien (° 1645).
  - Jacob Leyssens, peintre et décorateur flamand de l'époque baroque (° 1661).
  - Gaspar Sanz, prêtre, compositeur, guitariste et organiste espagnol (° 4 avril 1640).